# Aeschynomene nyassana
Aeschynomene nyassana är en ärtväxtart som beskrevs av Paul Hermann Wilhelm Taubert. Aeschynomene nyassana ingår i släktet Aeschynomene och familjen ärtväxter. Inga underarter finns listade i Catalogue of Life.